# Zealaromma valentinei
Zealaromma valentinei is een vliesvleugelig insect uit de familie Mymarommatidae. De wetenschappelijke naam is voor het eerst geldig gepubliceerd in 2007 door Gibson, Read & Huber.